# Alice Films
 (décembre 2014).
Alice Films est une société française de production et de distribution de films, créée par Laurent Bécue-Renard. Elle est située au 108, rue du Bac dans le 7e arrondissement de Paris.
La société fait partie du Groupement national des Cinémas de Recherche (GNCR).

## Films produits
- 2003 : De guerre lasses de Laurent Bécue-Renard[2]
- 2006 : La Traversée d'Élisabeth Leuvrey[3]
- 2014 : Of Men and War de Laurent Bécue-Renard[4]
- 2018 : Liam de Isidore Bethel[5]